# The Living and the Dead (film, 2006)
Pour les articles homonymes, voir The Living and the Dead.
The Living and the Dead est un film britannique réalisé par Simon Rumley, sorti en 2006.

## Synopsis
Proche de la faillite, l'ex-Lord Donald Brocklebank (Roger Lloyd Pack, Harry Potter et la coupe de feu, Entretien avec un vampire) est contraint de vendre l'immense château où il vit avec sa femme et son fils schizophrène James (Leo Bill, Becoming Jane, 28 jours plus tard).
Cependant, sa femme tombe gravement malade et doit être surveillée toute la journée par une infirmière. James veut absolument prouver à son père qu'il est un adulte responsable. Et c'est alors, en essayant de faire de son mieux, qu'il enferme l'infirmière hors du château. L'état de sa mère empirant, James est envahi par le stress de la situation. Sa capacité à s'occuper de sa mère suit alors le même chemin que son état mental : une folie où se mêlent réalité et fiction.

## Fiche technique
- Titre : The Living and the Dead
- Réalisation : Simon Rumley
- Scénario : Simon Rumley
- Production : Elliot Grove, Nick O'Hagan, Simon Rumley, Carl Schönfeld et Uday Tiwari
- Budget : 650 000 livres sterling (869 440 euros)
- Musique : Richard Chester
- Photographie : Milton Kam
- Montage : Benjamin Putland
- Décors : Will Field
- Costumes : Alice Wolfbauer
- Pays d'origine : Royaume-Uni
- Format : Couleurs - 1,85:1 - Dolby Digital - 16 mm
- Genre : Drame, horreur, thriller
- Durée : 83 minutes
- Dates de sortie : 28 janvier 2006 (festival de Rotterdam), 27 août 2006 (festival Frightfest)

## Distribution
- Roger Lloyd Pack : Donald Brocklebank
- Leo Bill (VF : Vincent de Bouard) : James Brocklebank
- Kate Fahy : Nancy Brocklebank
- Sarah Ball : Mary, l'infirmière
- Neil Conrich : le policier

## Autour du film
- Le tournage s'est déroulé du 5 au 23 septembre 2005 à Londres, ainsi qu'à Tottenham House, dans le Wiltshire.

## Distinctions
- Prix du meilleur film, meilleur réalisateur, meilleurs maquillages pour Jackie Fowler, meilleur acteur pour Leo Bill et meilleur second rôle féminin pour Kate Fahy, lors du Fantastic Fest en 2006.
- Prix Nouvelles Visions, lors du Festival international du film de Catalogne en 2006.